# Flavia Rigamonti
Flavia Rigamonti (ur. 1 lipca 1981 w Lugano), szwajcarska pływaczka, trzykrotna wicemistrzyni świata, pierwsza mistrzyni Europy na dystansie 1500 metrów stylem dowolnym. Trzykrotna mistrzyni Europy w wyścigu na 800 m stylem dowolnym (dwukrotna mistrzyni ma krótkim basenie). Trzykrotna olimpijka.

## Sukcesy

### Mistrzostwa świata
- 2001 Fukuoka -  (1500 m dowolnym)
- 2005 Montreal -  (1500 m dowolnym)
- 2007 Melbourne -  (1500 m dowolnym)

### Mistrzostwa świata (basen 25 m)
- 1999 Hongkong -  (800 m dowolnym)
- 2000 Ateny -  (800 m dowolnym)
- 2002 Moskwa -  (800 m dowolnym)

### Mistrzostwa Europy
- 2000 Helsinki -  (800 m dowolnym)
- 2008 Eindhoven -  (1500 m dowolnym)

### Mistrzostwa Europy (basen 25 m)
- 2001 Antwerpia -  (800 m dowolnym)
- 2002 Riesa -  (800 m dowolnym)
- 2004 Wiedeń -  (800 m dowolnym)
- 2005 Triest -  (800 m dowolnym)